# ボブ・ディッシー
ボブ・ディッシー（Bob Dishy、1934年1月12日 - ）は、アメリカ合衆国の俳優。

## プロフィール
1934年、レバノン人の父親とイスラエル人の母親の間に生まれた。
シラキュース大学では演劇を専攻し、1967年に俳優デビュー。
後に刑事コロンボにおいて共演するピーター・フォークとは子供の頃から親交があった。
妻は女優のジュディー・グローバート。

## 出演作品

### 映画
- ふたりの誓い - Lovers and Other Strangers (1970)
- 弾丸特急ジェット・バス - The Big Bus (1976) - Dr.カーツ
- 喝采の陰で - Author! Author! (1982)
- 想い出のブライトン・ビーチ - Brighton Beach Memoirs (1986) - ジャック
- S.O.S.ドクター・ノーグッド! - Critical Condition (1987)
- 迷子の大人たち - Used People (1992)
- カウチポテト・アドベンチャー - Stay Tuned (1992)
- ドンファン - Don Juan DeMarco (1994) - ショー・ウォルター
- ジャングル 2 ジャングル - Jungle 2 Jungle -  (1997) - ジョージ・ラングストン
- ブロークン・ソーレ - A Broken Sole (2006) - タクシー・ドライバー
- 余命90分の男 - The Angriest Man in Brooklyn (2014) - フランク

### テレビドラマ
- すてきなアン - That Girl (1967)
- 刑事コロンボ - Columbo - フレデリック・ウィルソン刑事
  - 悪の温室 The Greenhouse Jungle (1972)
  - 魔術師の幻想 Now You See Him (1976)
- マッコイと野郎ども - マグロを逃すな McCoy: Bless The Big Fish (1975)
- ミセス・コロンボ - 殺し屋の声が聞こえる Mrs. Columbo: Word Games (1979) - ノリス刑事
- アメリカン・プレイハウス - American Playhouse シーズン3 (1984)
- 新トワイライト・ゾーン - The Twilight Zone (1985)
- 名探偵ダウリング神父 - Father Dowling Mysteries シーズン2 (1990) - ハリー・ガリバー
- ロー&オーダー - Law & Order (1995 - 2002) - ローレンス・ウィーバー
- そりゃないぜ!? フレイジャー - Frasier シーズン5 (1998) - Dr.シェンクマン
- ハニートラップ 大統領になり損ねた男 - Welcome to New York (2000) - メンデル
- ポリーmy love - Along Came Polly (2004)
- LAW & ORDER:性犯罪特捜班 - Law & Order: Special Victims Unit シーズン9 (2008)
- ブルーブラッド 〜NYPD家族の絆〜 - Blue Bloods (2012) - 裁判官
- モーツアルト・イン・ザ・ジャングル - Mozart in the Jungle (2014)